# James Jones (pisarz)
James Ramon Jones (ur. 6 listopada 1921 w Robinson w stanie Illinois, zm. 9 maja 1977 w Southampton w stanie Nowy Jork) – amerykański powieściopisarz i autor opowiadań, specjalizujący się w tematyce wojennej.

## Życiorys
W 1939 wstąpił do US Army. Przed przystąpieniem Stanów Zjednoczonych do wojny stacjonował wraz z 25. Dywizją Piechoty w Hickam Field na Hawajach. Później brał udział w kampaniach amerykańskich na wyspach Oceanu Spokojnego, łącznie z walkami o Guadalcanal, podczas których został ranny. Odznaczono go Brązową Gwiazdą i Purpurowym Sercem.
Z wojska odszedł w 1944, aby od razu realizować marzenia o pisarstwie. Pierwsza jego książka była niepowodzeniem, zaś już kolejna – Stąd do wieczności – zyskała ogromną popularność zarówno wśród krytyków, jak i czytelników. Kolejne dzieła Jonesa również zostały dobrze przyjęte i ugruntowały jego pozycję pisarza doskonale oddającego klimat walki oraz uczucia i przeżycia osób w nich uczestniczących.

## Publikacje
- 1951 From Here to Eternity (wyd. pol. Stąd do wieczności, 1963)
- 1957 Some Came Running (wyd. pol. pt. Długi tydzień w Parkman, 1972)
- 1959 The Pistol (wyd. pol. pt. Pistolet, 1970)
- 1962 The Thin Red Line (wyd. pol. Cienka czerwona linia)
- 1967 Go to the Widow-Maker (wyd. pol. pt. Zew mężobójcy, 1995)
- 1968 The Ice-Cream Headache and Other Stories (wyd. pol. pt. Niedzielna alergia, 1971) – zbiór opowiadań
- 1971 The Merry Month of May (wyd. pol. Wesoły miesiąc maj, 1993)
- 1973 Smak ryzyka (A Touch of Danger)
- 1975 WW II
- 1978 Whistle, wyd. pośmiertnie (wyd. pol. Gwizd)

## Adaptacje filmowe
Książki Jonesa kilkakrotnie zostały sfilmowane. Największy rozgłos zyskały adaptacje Stąd do wieczności (1953) oraz Cienkiej czerwonej linii (1998). Ta ostatnia książka została także sfilmowana w 1964. W 1958 powstał film Długi tydzień w Parkman.